# Теплоємність вугілля
Теплоємність вугілля (рос. теплоёмкость угля; англ. heat capacity of coal; нім. Kohlewärmekapazität f) – властивість вугільної речовини акумулювати тепло. 
Згідно з теоретичними передумовами, питома теплоємність вугілля повинна меншати в ряді вуглефікації, якщо врахувати, що водень і вуглеводні мають більшу теплоємність, ніж графіт, до структури якого наближується вугілля при підвищенні ступеня метаморфізму. Напр., теплоємність водню – 2,30, метану – 2,30, ацетилену – 1,63 і графіту – 0,84 кДж/(кг∙град.). Залежність середньої питомої теплоємності вугілля при однаковій температурі від виходу летких речовин можна прийняти лінійною.
Істинною питомою теплоємністю вугілля називається кількість теплоти, яку необхідно дати одиниці маси його речовини, щоб підвищити її температуру на 1°С в певному температурному інтервалі; вимірюється вона в Дж/(кг∙К). Для вимірювання теплоємності вугілля застосовуються спеціальні калориметри, що дозволяють проводити визначення при різних температурах.
Істинна питома теплоємність вугілля, кДж/(кг∙К): бурого - 1,12-1,19; кам'яного - 1,15-1,05; антрациту - 0,95. Докладніше - у таблиці.
Таблиця – Істинна питома теплоємність вугілля, кДж/(кг∙К)
| Досліджувані матеріали  | Теплоємність, кДж/(кг∙К) |
| Буре вугілля            | 1,12-1,19                |
| Кам'яне вугілля Донбасу |                          |
| Довгополуменеве         | 1,15                     |
| Газове                  | 1,1З                     |
| Жирне                   | 1,09                     |
| Коксівне                | 1,07                     |
| Піснувато-спікливе      | 1,05                     |
| Антрацит                | 0,93                     |

Істинна питома теплоємність абсолютно сухого торфу становить 1,96 – 2 кДж/(кг∙К). Вона залежить від типу торфу і ступеня його розкладу, проте залежить від його вологості, збільшуючись з її зростанням. В метаморфічному ряді гумітів теплоємність вугілля закономірно зменшується.
Петрографічні мікрокомпоненти гумітів володіють різною теплоємністю. Теплоємність вугілля лінійно зростає із збільшенням його вологості, оскільки як вільна, так і зв'язана волога мають значно більшу теплоємність, ніж органічна маса вугілля. Мінеральні компоненти, що містяться в ТГК, знижують теплоємність. Слід відрізняти істинну (рівноважну) і ефективну (уявну) теплоємність.
В інтервалі температур від 0 до 250-300°С питома теплоємність вугілля зростає і, досягнувши максимуму при 270-350°С, вона меншає при подальшому підвищенні температури, наближаючись при 1000°С до теплоємності графіту.
Мінеральні домішки дещо знижують питому теплоємність вугілля, оскільки вони мають питому теплоємність с24-100=0,80-0,84 кДж/(кг∙К), однак при зольності вугілля до 12% це зниження невелике (1-2%).